# 田村町手代木
田村町手代木（たむらまち てしろぎ）は、福島県郡山市の大字である。郵便番号は963-0721。

## 地理
郡山市南東部の田村地区に属する。北で中田町赤沼、北東で中田町高倉、南で田村町小川、南西で田村町大善寺、西で田村町桜ケ丘、北西で田村町上行合とそれぞれ隣接する。概ね町村制施行以前の田村郡手代木村の流れを汲む地域である。一級水系阿武隈川水系前川右岸支流流域の丘陵地を主な範囲とする。平地には水田が広がり、中央部の高台に集落が位置する。田村町大善寺に所在する郡山警察署田村駐在所及び田村町岩作に所在する郡山消防署田村分署がそれぞれ管轄にあたる。

### 主な字
字
- 森内
- 舛内
- 妻見塚
- 舘
- 請地

- 三斗蒔
- 四十坦
- 鴨打
- 中林

### 河川・湖沼
一級水系阿武隈川水系
- 前川支流

## 歴史
- 1879年1月27日 - 守山藩領手代木村が福島県内における郡区町村制の施行により田村郡の村となる。
- 1889年4月1日 - 町村制の施行により手代木村が大平村・下行合村・上行合村・金屋村・小川村と合併し田村郡高瀬村が発足する。旧手代木村域は高瀬村の大字となる。
- 1955年1月1日 - 高瀬村の一部が守山町と谷田川村と合併し田村町が発足し、田村町の大字となる。
- 1965年5月1日 - 田村町が郡山市、安積郡富久山町、日和田町、熱海町、安積町、喜久田村、逢瀬村、片平村、三穂田村、湖南村と合併し新たな郡山市が設立され、郡山市の大字となる。

## 世帯数と人口
2024年1月1日現在の世帯数と人口は以下の通りである。
| 大字         | 世帯数 | 人口  |
| ------------ | ------ | ----- |
| 田村町手代木 | 63世帯 | 164人 |

## 小・中学校の学区
市立小・中学校に通う場合、学区は以下の通りとなる。
| 番地 | 小学校             | 中学校             |
| ---- | ------------------ | ------------------ |
| 全域 | 郡山市立高瀬小学校 | 郡山市立高瀬中学校 |

## 交通

### 道路
- 福島県道54号須賀川三春線

## 施設
- 手代木集会所
- 妻見塚古墳群
- 田村森神社